# Mount Tyree
Mount Tyree je hora v pohoří Sentinel Range v Antarktidě. S výškou 4852 m n. m. je druhým nejvyšším vrcholem Antarktidy. Objevena byla v lednu roku 1958 a na její vrchol poprvé vystoupili John Evans a Barry Corbet v lednu 1967. Dalším horolezcem, který na horu vystoupil, byl až v roce 1989 Terrance „Mugs“ Stump. Mezi další úspěšné horolezce patří Alex Lowe (1997), Hans Kammerlander a Christian Stangl (oba 2012). Jižní stěna hory patří k nejvyšším na kontinentu a k roku 2018 nebyla zlezena.